# Balaganj
Balaganj är ett underdistrikt i Bangladesh. Det ligger i den östra delen av landet, 180 kilometer nordost om huvudstaden Dhaka.
Trakten runt Balaganj består huvudsakligen av våtmarker. Runt Balaganj är det mycket tätbefolkat, med 1 018 invånare per kvadratkilometer.